# О’Доннелл, Мартин
Мартин О'Доннелл (англ. Martin O'Donnell; род. 1 мая 1955, Уэстчестер, Иллинойс) — американский композитор, известный своими музыкальными работами для видеоигр от Bungie Studios. Мартин О'Доннелл пишет музыку вместе со своим компаньоном Майклом Сальватори. Мартин был уволен из Bungie без причины 11 апреля 2014 года, и с тех пор вместе с несколькими другими бывшими друзьями из Bungie основал собственную студию Highwire Games.  

## Ранняя жизнь и карьера
О'Доннелл описывает свое воспитание как «типичное»: он брал уроки игры на пианино и хотел создать рок-группу, когда учился в средней школе. Его отец снимал фильмы, а мать преподавала игру на пианино. Несмотря на интерес к прогрессивному и фьюжн-року, О'Доннелл изучал классическую музыку и композицию в Консерватории Уитон-колледжа, а в начале 1980-х годов получил степень магистра музыки с отличием в области композиции в Университете Южной Калифорнии.

## Музыкальная карьера
Мартин начал с работы для телевидения и фильмов. В начале своей карьеры, О’Доннелл записал музыкальную тему для Г.Клеана и Flintstones Vitamins. Спустя 15 лет после телевидения и радио, он решил, что хочет писать музыку для игр.
Первой такой работой стала музыка к игре Riven, продолжения Myst. В том же году его компания, TotalAudio, также продюсировала музыку для Myth: The Fallen Lords, где при работе над игрой О’Доннелл и встретил Стива Даунса, которого он позже порекомендовал для озвучивания Мастера Чифа.
Вскоре после написания треков для Myth II, Bungie заключила контракт с Мартином на многие другие проекты компании, включая ONI и Halo: Combat Evolved (которая была в то время под кодовым названием «Blam!»). В 1999 году, Bungie захотела еще раз заключить контракт на ONI; переговоры привели О’Доннела к созданию команды Bungie — всего лишь за десять дней до того, как компания была куплена Майкрософт. Мартин был одним из горстки служащих, оставшихся работать в компании. В то время как Мартин работал с Bungie, Майкл Сальватори занимался делами TotalAudio. После создания музыки для ONI, Мартин занялся созданием треков для следующего проекта Bungie, представленного на Е3 2000 года. После разговора с Джозефом Статеном, Мартин решил придать музыке звучание "большой, волнующей, и с необычным касанием оркестра, чтобы дать ей некоторый вес и высоту. Так же мы хотели, чтобы она имело некоторый дух «древности». Музыка была записана и отправлена в Нью-Йорк в ту же ночь. В результате музыка стала основой для духа Ореола и легко узнаваемой.